# 金塔納羅奧州
金塔納羅奥州（西班牙語：Quintana Roo，發音：[kinˈtana ˈro] ⓘ）是墨西哥東部的一個州，位於猶加敦半島東部，東臨墨西哥灣，南邊與貝里斯接壤。歷史上曾是猶加敦州的一部份，1974年建州。
著名的渡假勝地坎昆位於本州。